# پشاوبستاون (میشیگان)
پشاوبستاون (به انگلیسی: Peshawbestown) یک منطقهٔ مسکونی در ایالات متحده آمریکا است که در Leelanau County واقع شده‌است. پشاوبستاون ۱۸۶ متر بالاتر از سطح دریا واقع شده‌است.